# رسم فنی و مهندسی
نقشه، در مهندسی، نمایش دقیقی از اجزای سازه‌ای و ساختار یک سیستم فنی است. این سیستم می‌تواند سازه‌های ساختمانی -مکانیکی- الکتریکی و حتی جغرافیایی - ژنتیکی و… باشد. اگرچه این تعریف صحیح است ولی بسیار کلی بوده و کافی نیست. برای بیان دقیق تر باید از زوایای فنی و علمی مرتبط با این مقوله به ان نگریست.
برای ترسیم نقشه‌ها در هر مورد مهم‌ترین کار انتخاب عاملی بنیادی به نام مقیاس است. بدون مقیاس، آنچه که رسم شود نقشه به معنای علمی و فنی و مهندسی نخواهد بود. هم چنین در ترسیم نقشه‌های فنی از ابزار و وسایلی استفاده می‌شود که هر یک کار برد خاصی دارد.
با توجه به اهمیت مقیاس تعریف مختصری از آن ارائه می‌دهیم:
وقتی طرحی فنی از ذهن کارشناس به روی کاغذ پیاده می‌شود در واقع اقدام به رسم نقشه شده‌است. از آنجا که نقشه‌ها معمولاً روی کاغذهایی که با ابعاد استاندارد جهانی تعریف وتولید می‌شوند ترسیم می‌گردند لذا محدودیت‌هایی وجود دارند. به عنوان مثال :اگر قرار باشد نقشه یک راه یا ساختمان یا کوره ذوب فلزات ترسیم گردد نمی‌توان مشخصات و مختصات فنی واقعی آن‌ها را که روی زمین احداث خواهند شد؛ و در ابعاد کیلومتر یا ده‌ها متر ارتفاع و صدها قطعه با حجم‌ها بزرگ می‌باشند عیناً روی کاغذ رسم نمود. ترسیم نقشه با ابعاد واقعی و طبیعی طرح روی کاغذ امکان‌پذیر نیست. بنابراین از "مقیاس "استفاده می‌شود. مقیاس واحدی است که کسری که صورت آن :عدد: یک و مخرج آن عددی است که ارقام ان نمایانگر کوچک شدن ابعاد واقعی طرحی است که نقشه ان در دست تهیه است. هر چه مخرج کسر بزرکتر باشد اگرچه نقشه روی کاغذ کوچکتر خواهد شد اما نمایانگر بزرگی و عظمت طرح یا ابعاد واقعی موجود در طبیعت وروی زمین خواهد بود.
نقشه‌های جغرافیایی (مثل عکسهای ماهواره‌ای) در مقیاسهای کوچک مثل ۱:۱۰۰٬۰۰۰ یا ۱:۱۰۰۰٬۰۰۰ تهیه می‌شوند چرا که ابعاد طبیعی و واقعی کوه‌ها- دشتها-شهره-کشورهاو… بزرگ وبر حسب کیلومتر و بالاتر هستند و ترسیم آن‌ها روی کاغذ نقشه با ابعاد محدود و قابل حمل نیاز به اعداد بزرگ در مخرج کسری مقیاس دارد. در حالیکه نقشه‌های اجرایی که از روی آن‌ها سازه‌های عمرانی معمولی پیاده و ساخته می‌شوند، در مقیاسهای بزرگ‌تری مثل ۱:۱۰۰تا ۱:۵۰۰ (در پروژه‌های ساختمانی، سد و تونل و پل) و تا .۱:۱۰۰۰ و۱:۲۵۰۰تا:۱:۵۰۰۰ (نقشه ساخت راه‌ها) تهیه می‌شوند.
نقشه‌های جغرافیایی بسته به مقیاسی که نیاز است از روش‌های مختلفی چون نقشه‌برداری زمینی یا فتوگرامتری (تهیه نقشه از طریق عکس‌های هوایی یا ماه واره ای) تهیه می‌شوند .. درپانویس به منابعی برای مطالعه و کسب اطلاعات بیشتر اشاره شده‌است.
در پروژه‌های عمرانی ابتدا یک نقشه دقیق از وضعیت منطقه (بوسیله نقشه‌برداری از عوارض طبیعی موجود) تهیه می‌شود که به آن نقشه توپوگرافی می‌گویند. تهیه این نقشه بر عهده یک اکیپ نقشه‌برداری است. سپس بر روی آن طراحی انجام می‌شود. مثلاً طرح مسیر یا طرح سنتر لاین تونل یا طرح دیواره و تاج سدها که هر نقطه از این طرح‌ها روی نقشه دارای مختصات خاصی است. طراحی بر حسب مورد بر عهده مهندسان باتجربه و خبره می‌باشد.
مرحله بعد پیاده کردن جزییات نقشه، بر روی زمین با مقیاس واقعی است که این مرحله نیز توسط مهندسان نقشه‌بردار انجام می‌شود. با توجه به ظهور ابزارهای نوین طراحی ساختمان به وسیله مدل‌سازی اطلاعات ساختمان بسیاری از نقشه‌های فنی اجرایی و چون ساخت هم‌اکنون از خروجی‌های مدل نهایی تهیه شده که دارای کمترین تداخلات از جنبه‌های گوناگون هستند.